# Gregor Židan
Gregor Židan (Lubiana, 5 ottobre 1965) è un ex calciatore sloveno con cittadinanza croata, di ruolo centrocampista.